# Ochodnica
Ochodnica je obec na Slovensku v okrese Kysucké Nové Mesto. Nachází se přibližně sedm kilometrů severně od Kysuckého Nového Mesta v údolí na pravé straně řeky Kysuce. Obec se rozprostírá podél potoka Ochodničanka, která se na dolním konci obce vlévá do Kysuce. Žije v ní přibližně 1 900 obyvatel.

## Historie
První písemná zmínka o vesnici je z roku 1244. V katastru obce se nachází několik typických kysuckých osad (např. Beľajky, Suchá, Petránky).
- 1596: v katastru Kysuckého Lieskovce vzniká na valašském právu Ochodnica (a také Dunajov). Obec patří k Budatínskému panství
- 1608: končí úbytek počtu obyvatelstva trvající deset let (Ochodnica má už jen 1 selský dům), způsobený odchodem původních osadníků do odlehlejších částí Kysuc (z důvodu daní)
- 1613: první rychtář Andrej Saagha (jméno Sága je v obci rozšířeno do dnes)
- 1663: obec má mlýn v části Pod Oblazom
- 1690: součástí mlýna se stala valcha (nejstarší dokladována výroba sukna na Kysucích). Mlýn je přepaden občany Kysuckého Lieskovca, kteří zničili střechu
- První polovina 18. století: doložená existence tří mlýnů a pivovaru
- 1733: v obci žije 17 sedláků, chovajících 5 koní, 20 kusů potahového dobytka, 45 krav, 27 ovcí a stejný počet koz
- 1774 až 1783: urbárske spory Ochodnica a dalších okolních obcí s Budatínský panstvím kvůli plnění povinností (naturálního či finančního charakteru)
- 1784: obec má 175 domů, 183 rodin a 988 obyvatel
- 1789: vzniká ochodnická farnost v spolupráci s obci Dunajov a osady Suchá, spolu s obci Dunajov se staví při zvonici dřevěný kostel. První farář Celestýn Kelemen.
- 1790: v obci je zřízena církevní lidová škola pro celou farnost, vyučuje se v selské chalupě
- 1791: kostel je zasvěcen sv. Žofii, biskup Fuchs daroval ostatky svatých mučedníků Mansveta a Verekunda
- 1830: ve spolupráci s obci Dunajov byla postavena škola, prvním učitelem byl Jan Trúchly. Školu navštěvuje však jen 24 dětí (z 370 školáků v obou obcích).
- 1831: na choleru umírá 109 lidí
- 1848–1849: materiální podpora Slovenských dobrovolníků (v obci zřízen výbor pro pomoc Slovenských dobrovolníků). Po ústupu císařských vojsk a Slovenských dobrovolníků maďarští Honvédi za poskytnutou pomoc popravili ochodnického rychtáře.
- 1872: v obci je postaven současný farní kostel sv. Martina, na podzim 1872 byl požehnán
- 1895: v obci je zřízen notářský úřad
- 1900: obec má 1 227 obyvatel
- 1901: v obci je postavena škola, kterou navštěvuje 128 žáků
- 1905: v obci je založeno Potravinové družstvo
- 1914 až 1918: notářský úřad byl přesunut do Kysuckého Nového Města, 41 Ochodničanov se z první světové války nevrátilo, po návratu vojáků z fronty vypukly rabovačky (jejich vůdce popraven)
- 1921: v Ochodnici je založena místní organizace KSČ
- 1925: založený Dobrovolný hasičský sbor
- 1929: založení knihovny
- 1936: postavené hasičské skladiště a zakoupena hasičská stříkačka
- 1937: v osadě Petránky je v pronajatých prostorách zřízena Státní lidová škola s jednou třídou
- 1938: obec má 2 164 obyvatel, 385 domů
- 1941: elektrifikace obce (236 domů, veřejné osvětlení)
- 1944 až 1945: v obci byl během SNP zastřelen jeden německý voják a další zraněn (obec byla Němci prohlášena za partyzánskou obec a byla zde umístěna německá posádka)
- 1945: železniční trať mezi Ochodnici a Dunajovem byla podminovaná a zničena (podminovaní tratě bylo Němci zjištěno a na jeho likvidaci byl nuceně nasazení tři občané Ochodnica, kteří při ní zahynuli)
- 1. květen 1945: obec je osvobozena sovětskou armádou

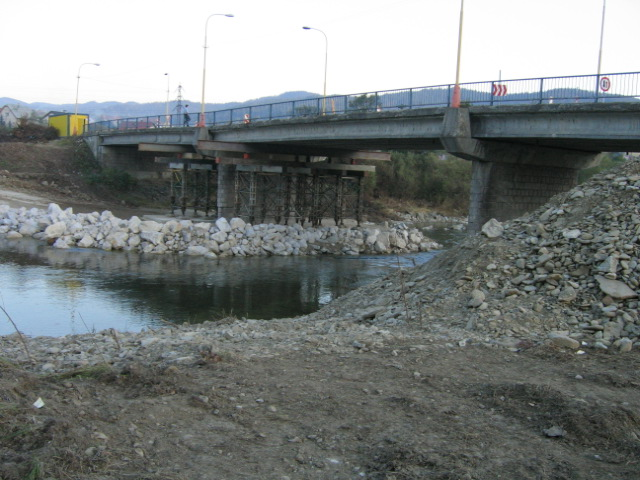
Ochodnický most

- 1946: postavený důležitý most přes Kysuci
- 1953: dokončena je výstavba kulturního domu a pohostinství, otevřené kino Plamen
- 1955: dokončena je výstavba nové školy. Obec má prvního stálého lékaře.
- 1947: obec má 2 087 obyvatel, založený fotbalový klub ŠK Ochodnica (později přejmenovaný na TJ Kysučan)
- 1970: postaven je nový most přes řeku Kysuca
- 1973: postavený přírodní amfiteátr a staniční bufet
- 1976: ukončena je výstavba koupaliště (fungovalo přibližně do konce osmdesátých let)
- 1983: Vzniká lyžařský areál pod Šerkovom a chata Start.
- 2007: během vydatných srážek začátkem září byl poškozen most přes řeku Kysuca, opravený byl po roce

### Některé historické názvy Ochodnice
- 1773, 1786 Ochodnicza
- 1808 Ochodnicza, Ochodnica
- 1863, 1892–1902 Ochodnica
- 1873–1888 Ohodnica
- 1907–1913 Ösvényes
- 1920– Ochodnica[3]

## Přírodní poměry

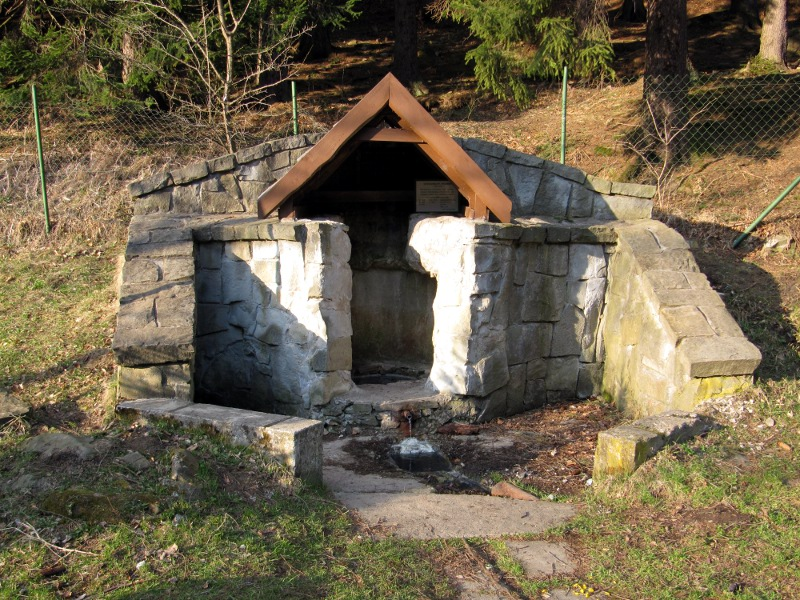
Ochodnický pramen

Na horním konci se nachází minerální ochodnický pramen Vajcovka s obsahem sirovodíku.

## Doprava
Nejbližší autobusová zastávka pro přímé spoje od Žiliny a od Čadce je na kraji obce. Obcí prochází Košicko-bohumínska dráha se zastávkou pro osobní vlaky na kraji obce.

## Společnost
V obci se každoročně v létě konají v přírodním amfiteátru folklórní slavnosti. V obci aktivně pracuje folklorní skupina Kýčera, dětská folklorní skupina Kyčerka a dechová hudba Ochodničanka.

### Sport
- V obci je během zimní sezóny zpravidla v provozu lyžařský vlek pod Šerkovom.
- TJ Kysučan Ochodnica

## Osobnosti
- Vladimír Piják (6. června 1923, Ochodnica – 6. května 1998, Pardubice), pedagog a matematik

## Partnerská města
1. Dobrá, Česko
2. Mucharz, Polsko